# Marek Aureliusz
Marek Aureliusz, Marek Aureliusz Antoninus (Marcus Aurelius Antoninus), po adopcji Marek Anniusz Aureliusz Werus (Marcus Annius Aurelius Verus; ur. 26 kwietnia 121 w Rzymie, zm. 17 marca 180 w Vindobonie) – pisarz, filozof, cesarz rzymski od 7 marca 161 do swojej śmierci.

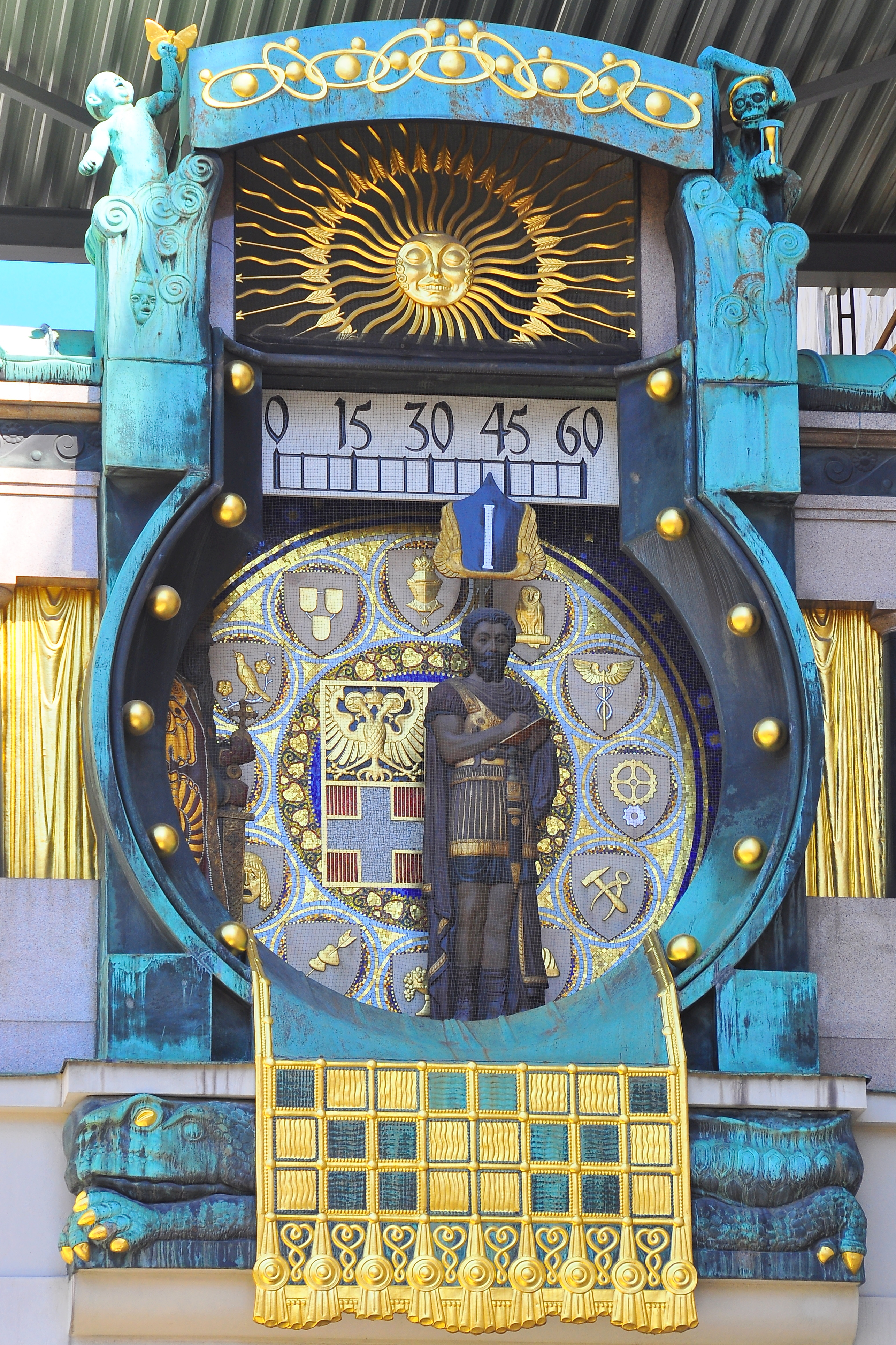
Ankeruhr, Wiedeń, cesarz jako jedna ze wskazówek na zegarze

## Życiorys

### Młodość
Urodził się w 121 r. w południowej części Rzymu jako Marcus Annius Verus. Jego ojciec, Anniusz Werus, był osobą zamożną, właścicielem kilku cegielni. Rodzina należała do arystokracji, a pradziadek Marka, Lucjusz Katyliusz Sewer, był dwukrotnym konsulem, namiestnikiem Azji i Syrii i prefektem miasta. Gdy Marek miał 3 lata ojciec zmarł, a dzieckiem zaopiekował się cesarz Hadrian. W 138 Hadrian zaadoptował Antonina, przeznaczając go na swojego następcę. Antonin był spowinowacony z Markiem, będąc mężem jego ciotki Faustyny. W tym samym roku, po śmierci Hadriana, Antonin został cesarzem Antoninusem Piusem, a w 139 podniósł Marka do godności cezara.
Marek otrzymał staranne, wszechstronne wykształcenie. Interesował się szczególnie retoryką i filozofią. Uczył się u rzymskich i greckich stoików i retorów (m.in. Juniusza Rustyka, Heroda Attyka, Apoloniusza z Chalcedonu.

### Przed objęciem rządów
Od czasu objęcia rządów przez Antoninusa, aż do jego śmierci (23 lata) Marek ciągle przebywał w towarzystwie cesarza, przygotowując się do objęcia rządów w przyszłości. Traktował swojego przybranego ojca z szacunkiem i traktował go jako wzór cnotliwego władcy.
W 145 Marek poślubił córkę Antoninusa Piusa, Faustynę. Podczas 30 lat małżeństwa miał z nią 13 dzieci, z których sześcioro dożyło wieku dorosłego, a jeden z synów (Kommodus) został cesarzem.
Antoninus Pius zmarł w 161. Do objęcia władzy po nim przygotowywani byli Marek oraz jego przybrany brat Lucjusz, którym przysługiwał tytuł cezara. To Marek został uznany przez Antoninusa za bardziej godnego następstwa i to on został obrany cesarzem po jego śmierci. Marek podzielił się jednak z Lucjuszem władzą, i zamiast mianować go cezarem, obdarzył go tytułem augusta. Zaręczył go z własną córką, trzynastoletnią Lucillą i uczynił go współcesarzem. Lucjuszowi nadano cognomen Werus (które kiedyś nosił Marek), przez co można wnioskować, że Marek uczynił się ojcem Lucjusza. Marek Aureliusz i Lucjusz Werus rządzili wspólnie, aż do śmierci tego ostatniego w 169.

### Jako cesarz
Marek Aureliusz prowadził skromne, spokojne życie, zgodne z surowymi zasadami stoickimi. Miał głębokie poczucie obowiązku służenia krajowi i obywatelom. Dbał o dobre stosunki z senatem, przeprowadził reformy w dziedzinie administracji i prawa cywilnego.
Czasy rządów Marka Aureliusza przypadły na okres bardzo trudny: wojny (wywoływane również przez ekspansywną politykę Rzymu) i klęski żywiołowe (wylewy Tybru w 161, trzęsienia ziemi w Kyzikos (165) i Smyrnie (178), głód, rozruchy uliczne, pożary, plaga szarańczy, epidemia dżumy). Głównymi wrogami Rzymu były wówczas plemiona germańskie i Królestwo Partów.
W 161 Partowie najechali wschód Cesarstwa. Wojska rzymskie ponosiły początkowo porażki. Lucjusz wyruszył na wschód i wraz z doświadczonymi generałami Stacjuszem Priskusem i Awidiuszem Kasjuszem pokonał w kampanii wojennej Partów, najeżdżając ich królestwo i zdobywając Ktezyfon i Seleucję (163–166). Wojska rzymskie podjęły również działania przeciwko Medii, gdzie odniosły pewne sukcesy. Wracające ze Wschodu wojska sprowadziły do Imperium epidemię nazwaną „Zarazą Antoninów” (165). Epidemia spustoszyła cały kraj, prowadząc do znacznego osłabienia demograficznego i gospodarczego.
Tuż po zakończeniu tej kampanii, w 166 północnej Italii zaczęli zagrażać Kwadowie i Markomanowie i sam Marek zaczął planować wyprawę przeciwko tym plemionom. Zaczął się okres wojen markomańskich (167–180). Polityka Marka była zróżnicowana, obok walki zbrojnej, umacniał granicę na Dunaju, uciekał się do negocjacji, a także zgadzał się na osiedlenie części plemion w Dacji, Pannonii, Mezji, Germanii i Italii.
Marek i Lucjusz wyruszyli przeciwko tym plemionom, spędzając zimę w Akwilei. W 169 po ataku apopleksji umarł Lucjusz, a Marek wrócił do Rzymu, by wziąć udział w pogrzebie. Pojawiły się plotki, że Lucjusz został zabity przez Marka, jego żonę Faustynę, lub żonę Lucjusza Lucyllę. Kasjusz Dion w Historia Augusta podaje, że Lucjusz planował zabić Marka by zająć jego miejsce, lecz został przezeń otruty. Poglądy te są sceptycznie traktowane przez współczesnych historyków. W 169 Maurowie zaatakowali i spustoszyli hiszpańską Betykę. Marek wysłał w jej obronie Aufidiusza Wiktoryna
Marek kontynuował działania wojenne w prowincjach naddunajskich i w 170 przystąpił do ofensywy w Dolnej Pannonii. Tymczasem Kwadowie i Markomanowie przekroczyli granice w innym miejscu i wkroczyli do Italii, zdobyli miasto Opitergium i oblegali Akwileję, pustosząc okolice, zaatakowali również Dację, Mezję Górną, a także (Kostobocy) Achaję. W 172 wojska Marka przekroczyły Dunaj i zaatakowały terytoria Markomanów, odnosząc zwycięstwo, a Marek przyjął przydomek Germanicus. W 173 Marek rozpoczął kolejną kampanię, tym razem przeciwko Kwadom. Pokonał ich i wyruszył przeciwko sarmackim Jazygom. Po ich pokonaniu przyjął przydomek Sarmaticus. Marek zawarł z pobitymi plemionami pokój. Kwadowie i Markomanowie nie mogli się osiedlać w odległości mniejszej niż 5 mil, a Jazygowie 10 mil. Rzymianie założyli również strażnice pilnujące granic. Prawdopodobnie również musieli dostarczać rekruta.
W 175 we wschodnich prowincjach wybuchł bunt Awidiusza Kasjusza. Udało się go stłumić zanim Marek wyruszył na Wschód, dzięki wierności rządcy Kapadocji, Marcjusza Werusa.
W 175 Marek odbył długą podróż po wschodnich prowincjach (Egipt, Syria, Cylicja) wraz z żoną Faustyną i synem Kommodusem. W trakcie podróży, jesienią 175, umarła Faustyna. Wieś, w której zmarła przemianowano na Faustinopolis. W Smyrnie słuchał przemów Elusza Arystydesa. W Atenach, Marek i Kommodus zostali wtajemniczeni w misteria eleuzyjskie. Kasjusz Dion podaje, że podczas pobytu w Atenach Marek ustanowił cztery katedry (płatne posady) dla nauczycieli głównych kierunków filozoficznych: perypatetyckiej, platońskiej, epikurejskiej i stoickiej, a także katedrę retoryki. Prawdopodobnie stało się to jednak wiele lat wcześniej, a w 176 Marek jedynie słuchał tu wykładów.
Już przed wyjazdem na Wschód, Marek zaczął przygotowywać swego syna, Kommodusa, do objęcia rządów po sobie. Podzielił się z nim władzą, a po powrocie obaj otrzymali tytuł imperatores i odbyli wspólny tryumf.
W 178 wyruszył na kolejną wyprawę wojenną przeciwko plemionom naddunajskim, które skonfliktowały się ze sobą i nie zachowywały warunków pokoju. Za pomocą działań militarnych i dyplomatycznych, Marek zaprowadzał porządek, dążąc do stopniowej romanizacji tych plemion.
Zmarł 17 marca 180 roku w Vindobonie (dzisiejszy Wiedeń) lub w Sirmium. Przyczyna śmierci nie jest pewna. Historia Augusta sugeruje, że zmarł na dżumę.
Po śmierci został ubóstwiony. Pochowano go w Mauzoleum Hadriana.

#### Poselstwo do Chin
Chińska Księga Późniejszych Hanów (Houhanshu) zanotowała informację, iż w roku 166 drogą morską przez Ocean Indyjski do kraju Jinan (Annam) przybyło poselstwo króla Andun z Daqin (Rzymu), oferując kość słoniową, rogi nosorożca i szylkret. Imię Andun (安敦) uważa się powszechnie za fonetyczny zapis nazwiska rodowego cesarza Marka Aureliusza (Antoninus), trwają jednak spory, czy było to oficjalne poselstwo rzymskie, czy samodzielna inicjatywa kupców, chcących handlować bez pośredników obecnych na jedwabnym szlaku.

## Dzieci
- Annia Aurelia Galeria Faustina (147 – po 165), babka cesarzowej Annii Faustiny;
- Gemellus Lucillae (zm. ok. 150), brat-bliźniak poniższej;
- Annia Aurelia Galeria Lucilla (148/150–182), siostra-bliźniaczka powyższego, żona współcesarza, Lucjusza Werusa;
- Titus Aelius Antoninus (po 150 – przed 7 marca 161);
- Titus Aelius Aurelius (po 150 – przed 7 marca 161);
- Hadrianus (152 – przed 7 marca 161);
- Domitia Faustina (po 150 – przed 7 marca 161);
- Fadilla (159 – po 192), babka cesarzowej Annii Faustiny;
- Annia Cornificia Faustina Minor (160 – między 211–217);
- Titus Aurelius Fulvus Antoninus (161–165), brat-bliźniak poniższego;
- Lucius Aurelius Commodus (161–192), brat-bliźniak powyższego, cesarz rzymski;
- Marcus Annius Verus Caesar (162–169);
- Vibia Aurelia Sabina (170 – przed 217).

## Filozofia
Marek Aureliusz był osobą gruntownie wykształconą w kulturze greckiej, znawcą retoryki i filozofii. Jako cesarz dbał o rozwój filozofii, ustanawiając w Atenach (w 177 r.n.e.) cztery katedry (pensje dla nauczycieli) głównych nurtów filozofii: perypatetyckiej, platońskiej, epikurejskiej i stoickiej, a także katedrę retoryki. Były to pierwsze publiczne katedry filozofii w imperium.
Uznaje się go za filozofa stoickiego, ostatniego znaczącego przedstawiciela tego nurtu w starożytności. Szczególnym uznaniem darzył Epikteta, odkąd w r. 121 n.e. za namową swego nauczyciela Juliusza Rustyka, przeczytał jego Diatryby. Jego filozofia ma też pewne cechy eklektyczne (m.in. wpływy Epikura, sceptyka Ainezydema i medioplatoników).
Przydomek „filozof”, który otrzymał już za swojego życia, nie odnosił się do jego dzieł filozoficznych (Rozmyślania nie były znane za jego życia), ale do postawy życiowej i sposobu sprawowania rządów. Przydomek ten wskazywał na jego dążenie do oparcia życia na cnocie i kierowania się rozumem. Filozofia była tu rozumiana jako sposób życia i dążenie do osiągnięcia wewnętrznej dyscypliny poprzez ćwiczenia duchowe, a nie jako dyscyplina teoretyczna pozwalająca rozumieć świat. Filozofowie cieszyli się łaską cesarza. Dio Kasjusz podaje, że niektórzy ludzie udawali filozofów, by wkraść się do łask.
U potomnych, Marek Aureliusz znany jest przede wszystkim jako autor Rozmyślań, na podstawie których dokonuje się rekonstrukcji jego poglądów. Rozmyślania prezentują filozofię rzymskiego stoicyzmu, która w przeciwieństwie do stoicyzmu hellenistycznego skupiała się na problemach moralnych (z istotnym elementem religijnym), pomijając kwestie kosmologiczne czy logiczne. Filozofia jest tu rozumiana jako sztuka życia, a nie jako dyscyplina teoretyczna, pozwalająca wyjaśniać świat. 
Doktryna jest przesiąknięta sceptycyzmem i rezygnacją. Filozofia Rozmyślań pozbawiona jest dydaktycznego charakteru, którym przesiąknięte były m.in. dzieła Seneki Młodszego. Mają one postać prowadzonego ze sobą, prywatnego monologu, w którym wyrażana jest niepewność świata i samego siebie. Celem jest szczęście, które zdaniem stoików jest osiągalne jedynie poprzez cnotę: bycie człowiekiem prawym i spokojne znoszenie tego, co przynosi los.

## Religia
Za jego panowania miały miejsce prześladowania skierowane przeciwko wspólnotom chrześcijańskim, choć ich liczba i skala nie jest potwierdzona. Nie jest pewne na ile te prześladowania były zamierzone przez samego Marka, a na ile były działaniami władz prowincjonalnych, czy spontanicznymi rozruchami. Ok. roku 165 prefekt Rzymu Junius Rustyk skazał Justyna Męczennika, późniejszego świętego, na śmierć przez ścięcie. Najlepiej udokumentowane są krwawe „prześladowania lyońskie”, do których doszło ok. 176.

## Wizerunek
Zachowały się liczne wizerunki przedstawiające Marka Aureliusza, z różnych okresów jego życia. Z okresu młodzieńczego zachowało się popiersie przechowywane obecnie w Muzeum Kapitolińskim. Jest prawdopodobne, że zostało ono wykonane w okresie, gdy Antonin dokonał adopcji Marka (miał on wtedy 17 lat), a popiersie miało być częścią oficjalnej ikonografii rodziny cesarskiej, przez co niekoniecznie oddaje indywidualne rysy modelu. Zachowały się również reliefy z Efezu przedstawiające karierę Lucjusza Werusa. Reliefy przedstawiają scenę adopcji Marka, jednak wykonane je wiele lat po tym wydarzeniu.
Znane jest 11 płaskorzeźb dużych rozmiarów przedstawiających Marka w okresie rządów. 8 pochodzi z niezachowanego łuku Marka Aureliusza, wybudowanego w 176 po zwycięskich wojnach z Germanami. Wykorzystane zostały powtórnie przez Konstantyna do ozdoby attyki jego własnego łuku. Trzy kolejne płaskorzeźby znajdują się obecnie w Palazzo dei Conservatori. Są bardzo podobne do poprzednich i można przypuszczać (choć bywa to kwestionowane), że pochodzą z tego samego łuku triumfalnego z 176. Wyobrażony na tym łuku cykl płaskorzeźb przedstawiał prawdopodobnie historię wojny z Germanami, prowadzącą do zwycięstwa Rzymian. Również te wyobrażenia mają charakter w dużym stopniu symboliczny.
Więcej cech indywidualnych zawiera wizerunek cesarza na kolumnie Marka Aureliusza. Została ona jednak wykonana już po jego śmierci. Autentyczny wizerunek może też znajdować się na przechowywanej w Luwrze kamei z podwójnym portretem: Marka Aureliusza i Werusa, a wykonanej przed śmiercią Werusa w 169. Kamea przedstawia Marka Aureliusza w wieku czterdziestu kilku lat.
Najsłynniejszym wizerunkiem cesarza jest pomnik konny Marka Aureliusza. Znajdował się początkowo na Lateranie, a w 1538 został przeniesiony przez papieża Pawła III na Kapitol. Ten najlepszy wizerunek cesarza ocalał dzięki przekonaniu późniejszych chrześcijan, że przedstawia cesarza Konstantyna I Wielkiego, który dopiero w 132 lata po śmierci Marka Aureliusza edyktem mediolańskim dał wszystkim mieszkańcom obu części imperium swobodę wyznania.
Wizerunek Marka Aureliusza widnieje też na licznych monetach z epoki jego rządów. Na najwcześniejszych z nich (139) Marek przedstawiony jest jako młody cezar. Na ich rewersie znajdują się nazwy lub symbole ubóstwionych pojęć abstrakcyjnych: młodości (Iuventas), wesołości czy młodzieńczej bujności (Hilaritas), nadziei (Spes), honoru (Honos), wierności (Fides), zgody (Concordia), a także wizerunek Minerwy w hełmie z włócznią i tarczą. W 145 z okazji zaślubin Marka i Faustyny wybito monetę z wizerunkiem małżonków. Późniejsze emisje monet związane są z wydarzeniami z okresu cesarstwa, np. kampaniami wojennymi.

### Obecność w kulturze
Postać Marka Aureliusza pojawiła się w filmie Gladiator Ridleya Scotta, w którym zagrał ją Richard Harris. W filmie występują elementy fikcyjne, np. Marek Aureliusz zostaje zamordowany przez swojego syna Kommodusa, chcącego w ten sposób przejąć władzę.
Postać Marka Aureliusza występuje również w powieści Teodora Jeske-Choińskiego pt. Gasnące Słońce, której akcja rozgrywa się właśnie w czasach panowania tego cesarza.
Markowi Aureliuszowi poświęcony jest także wiersz Zbigniewa Herberta pt. Do Marka Aurelego z tomu "Struna światła".

## Dzieła
Jedynym dziełem Marka Aureliusza są Rozmyślania. Ponadto, przetrwała jego korespondencja z nauczycielem retoryki Frontonem, którą prowadził przez trzydzieści lat. Zawiera ona liczne szczegóły dotyczące życia na dworze cesarskim i obyczajów epoki.